# Kremlin van Pskov

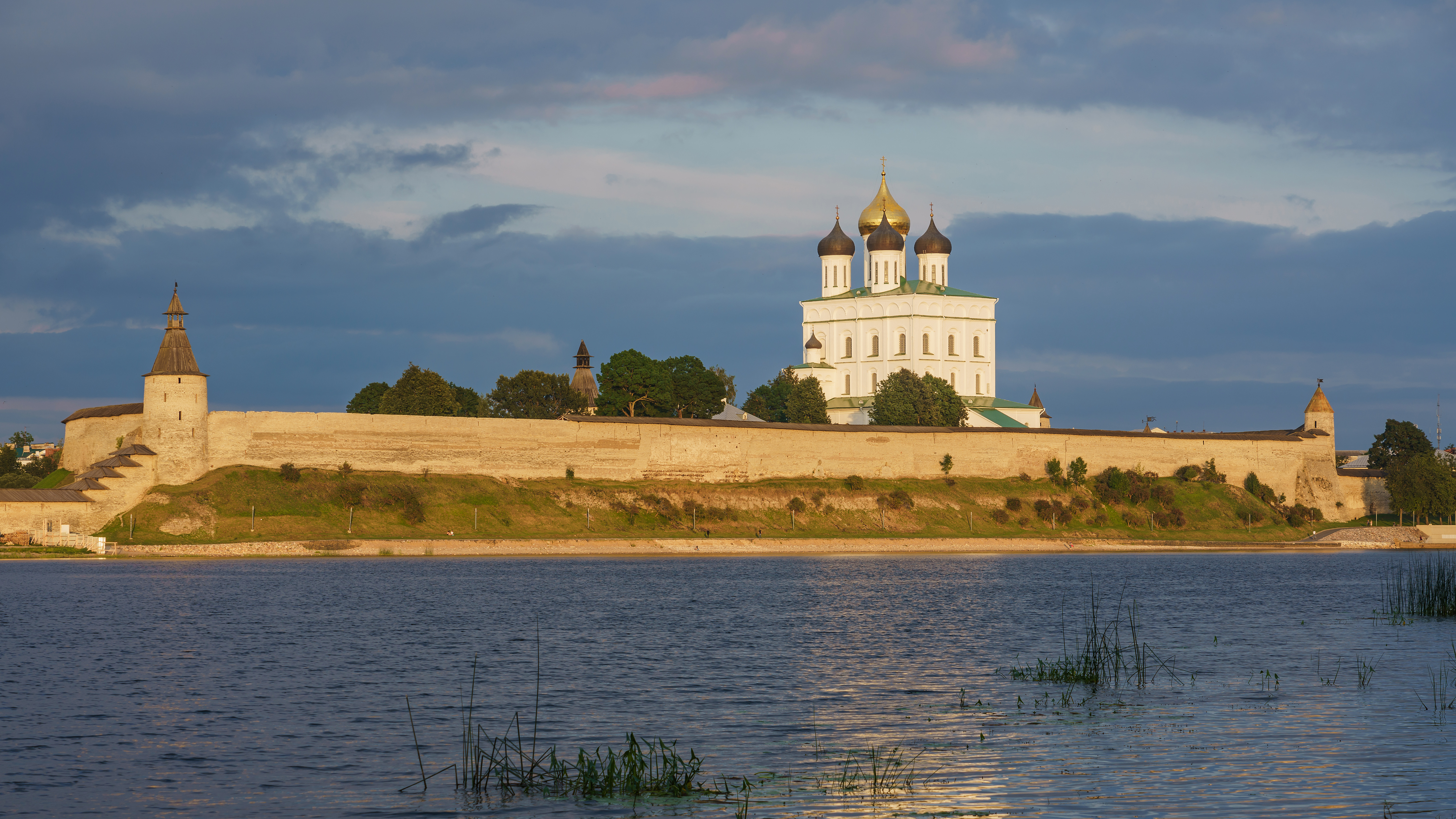
Zicht op het kremlin en de kathedraal

Het Kremlin van Pskov of Krom van Pskov (Russisch: Псковский Кром) is een kremlin in de Russische stad Pskov. 

## Beschrijving
Het kremlin bestaat uit een oude citadel in het centrale deel van de stad met binnen zijn muren de Drievuldigheidskathedraal. Het driehoekig kremlin ligt op een hoge smalle kaap aan de samenvloeiing van de rivier Velikaja en de kleinere rivier Pskova en heeft een oppervlakte van 7,5 hectare. Zijn ligging, op een hoge kaap en langs drie zijden omringd door water, maakte het fort bijna onoverwinnelijk. In de 15e eeuw was dit het administratief, militair en religieus centrum van de Republiek Pskov.
Het kremlin van Pskov omvat zeven torens: de torens Vlasjevskaja, Ribnitskaja, Drievuldigheid (klokkentoren), middentoren, Kutekroma, vlakke toren en Daumantas. Het terrein aan de 88 meter lange Persimuur, de sterkste muur in het zuidelijke deel van het fort van Pskov, met de Daumantastoren, wordt de Daumantas-stad (of Dovmontov gorod) genoemd naar zijn oprichter, vorst Daumantas van Pskov. Volgens de experten waren er op dit vier hectare groot terrein achttien kerken van verschillende grootte en vorm aanwezig, waarvan nu enkel de fundamenten zichtbaar zijn die bewaard werden en beschermd tegen erosie.

## Geschiedenis
Uit de resultaten van de archeologische opgravingen blijkt dat zich in dit gebied in de eerste eeuwen na Christus de eerste mensen vestigden. De eerste stenen vestingen werden gebouwd van de 10e tot de 13e eeuw. 
Dovmontov gorod werd door de Litouwse vorst Daumantas (of Dovmont) en militair leider van Pskov uitgebouwd en versterkt in de late 13e eeuw. Ten tijde van de Republiek Pskov (einde 14e eeuw tot begin 16e eeuw) werden de torens van het Kremlin gebouwd en de muren werden versterkt en hoger gemaakt. Het kremlin werd zo een van de sterkste forten in het Middeleeuws Europa met massieve muren van twaalf meter hoog en tot zes meter dik en verscheidene catacomben. 
De vetsje van de republiek Pskov werd bijeengeroepen in het hof van de Drievuldigheidskathedraal. Op een platform namen dan de posadnik, de oudsten en de knjaz plaats. Archeologische opgravingen in opdracht van de Hermitage legden nabij de kathedraal in 1978-1979 de fundamenten bloot van deze tribune. 
Dovmontov gorod verloor zijn belang na 1510 bij het einde van de republiek, toen Pskov deel ging uitmaken van Moskovië.
In 2010 werden twee van de torens van de Krom, de Vlasjevskaja (daterend uit de 15e of 16e eeuw) en de Ribnitskaja (daterend uit de 13e of 14e eeuw) zwaar beschadigd door een brand.

## Fotogalerij

Panorama van het kremlin en de kathedraal tijdens de winter

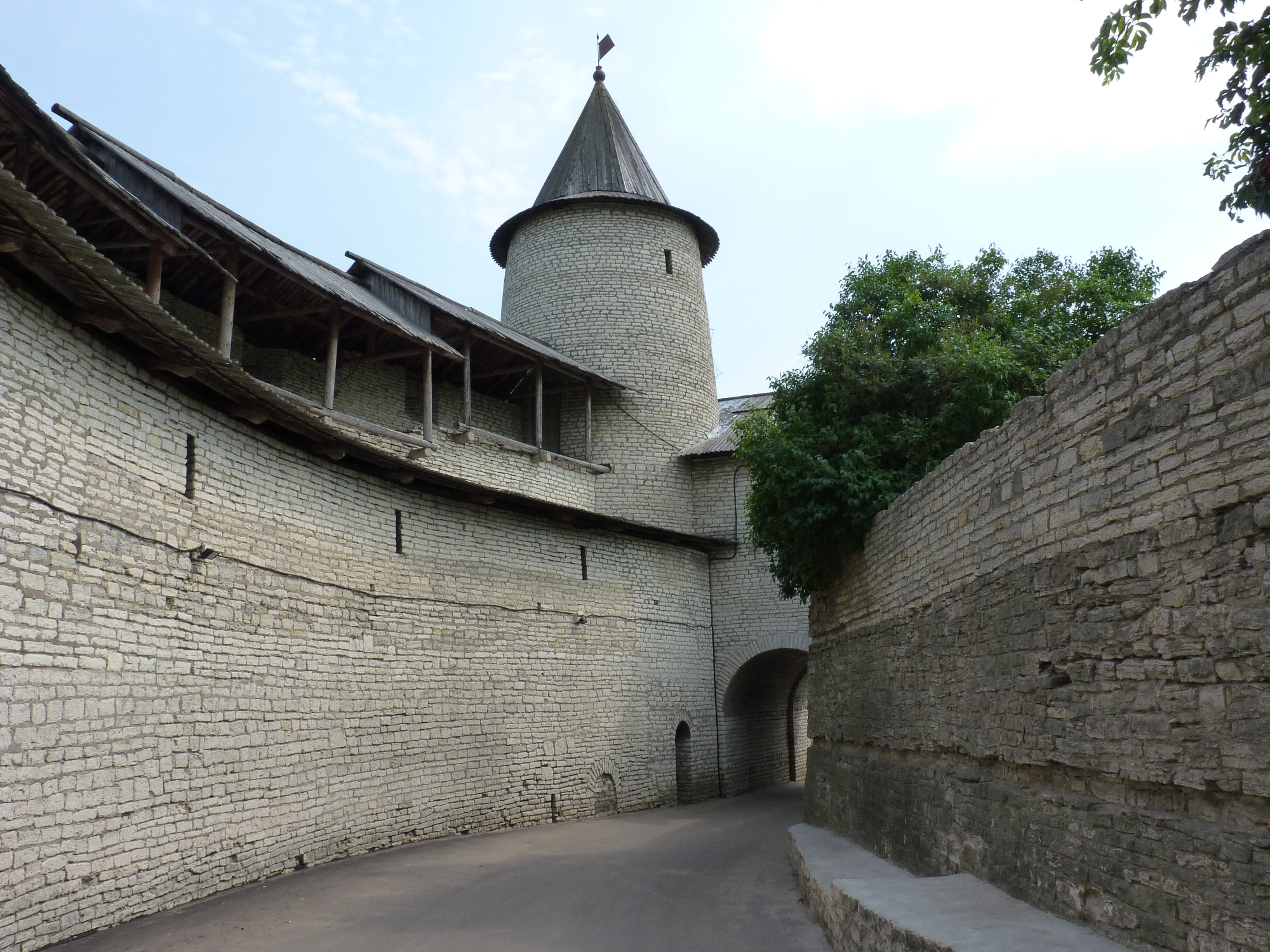
Binnenzijde met Drievuldigheidstoren
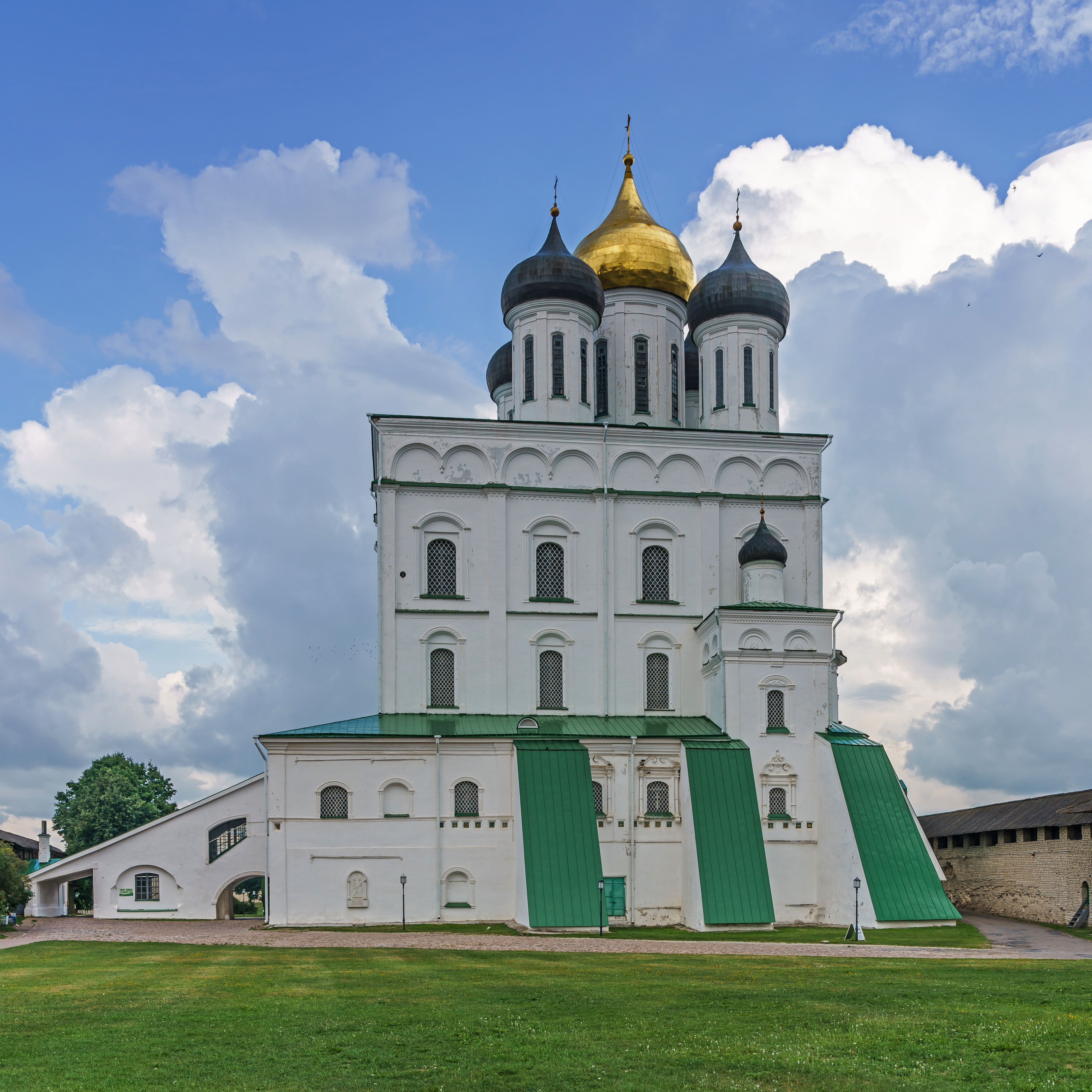
Drievuldigheidskathedraal
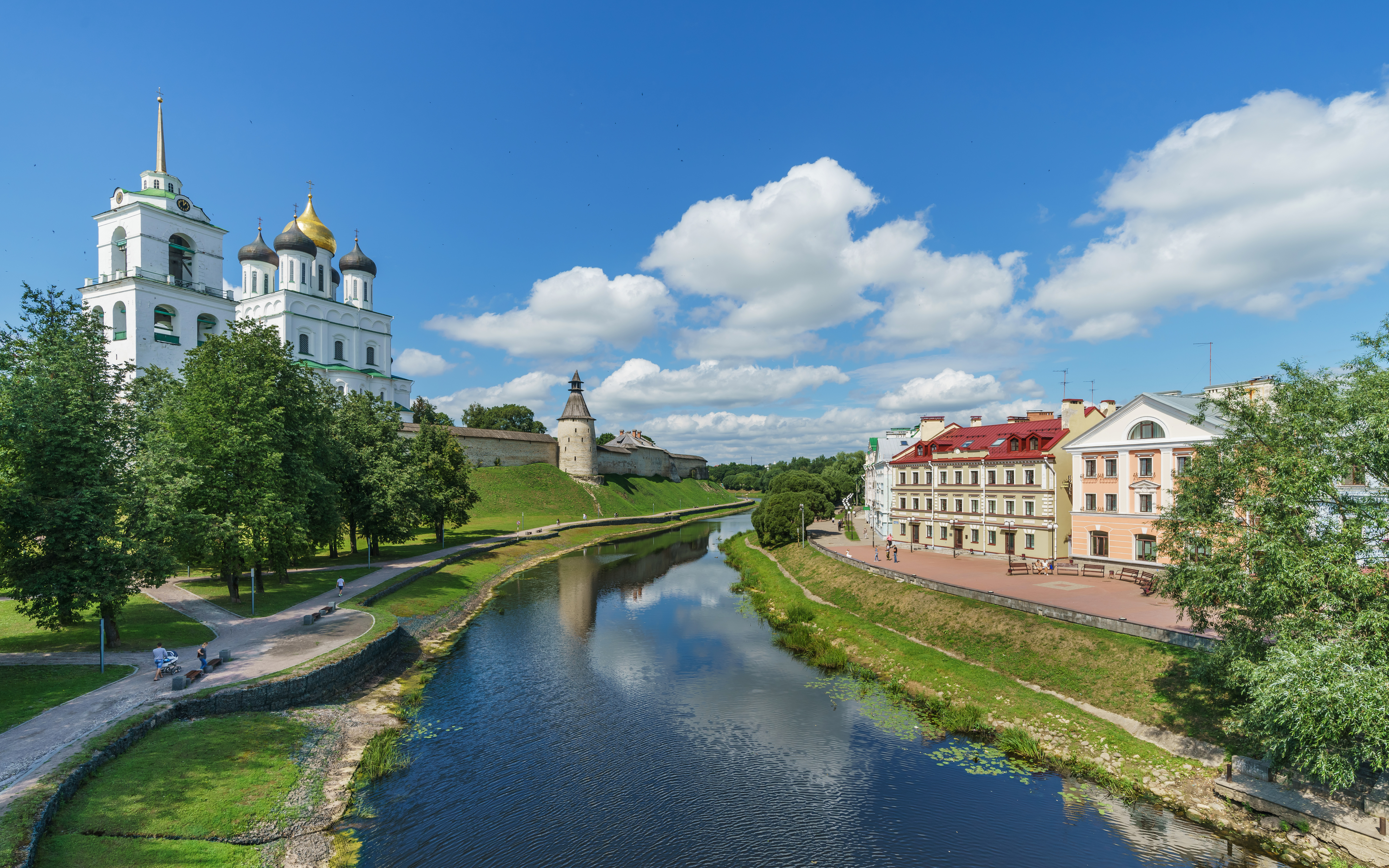
Zicht vanaf het oosten
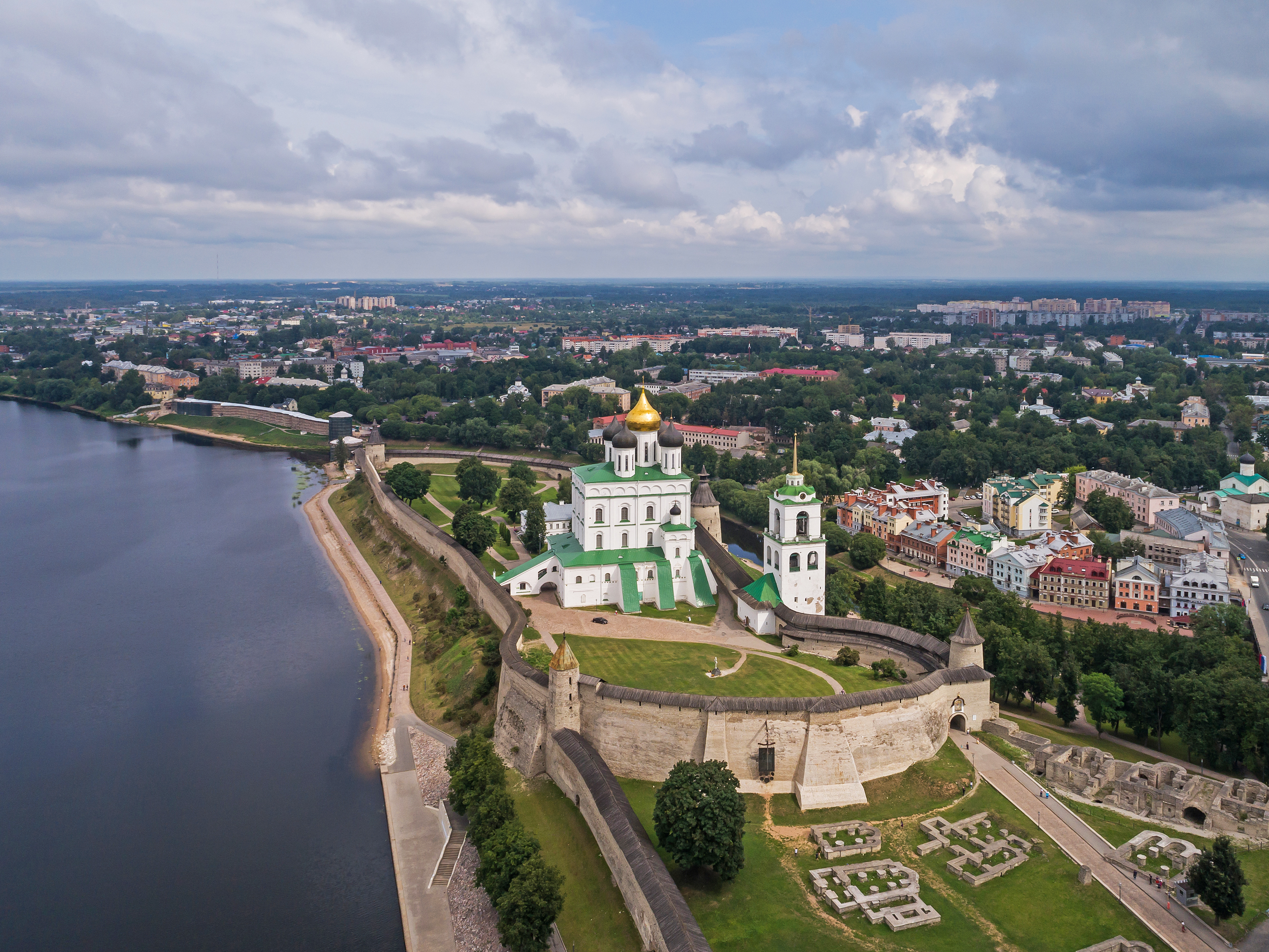
Overzicht
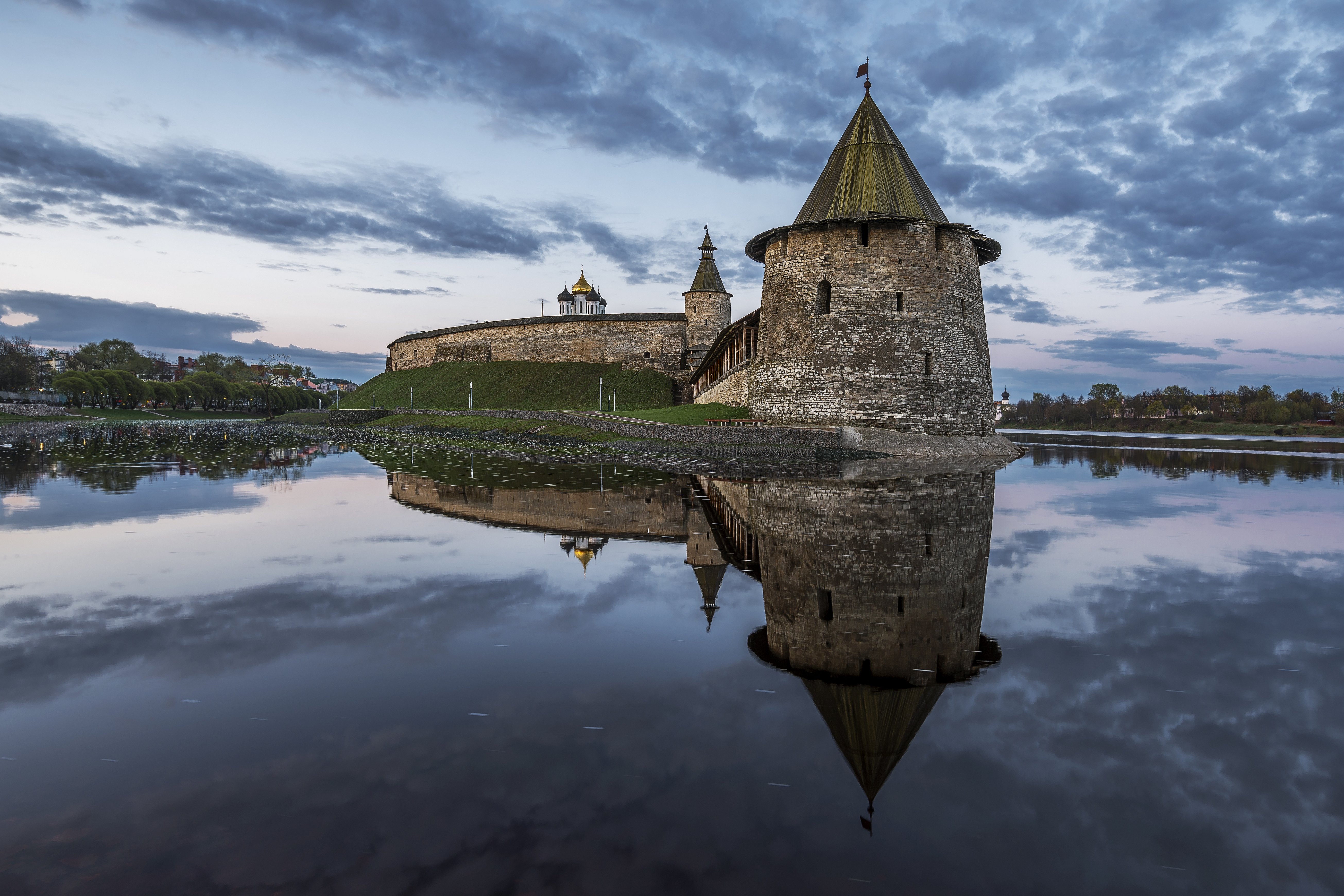
De Ploskajatoren